# The Beginning (album de Mercyful Fate)
Pour les articles homonymes, voir The Beginning.
Albums de Mercyful Fate
Don't Break The Oath
(1984) A Dangerous Meeting
(1992)
The Beginning est une compilation du groupe danois de heavy metal Mercyful Fate, sorti en 1987. Il contient l'EP Mercyful Fate, et 5 autres chansons rares du groupe.

## Liste des Chansons
1. "Doomed by the Living Dead" – 5:07
2. "A Corpse without Soul" – 6:52
3. "Nuns Have No Fun" – 4:17
4. "Devil Eyes" – 5:48
5. "Curse of the Pharaohs" – 3:50
6. "Evil" – 4:01
7. "Satan's Fall" – 10:28
8. "Black Masses" – 4:30
9. "Black Funeral" – 2:52

Les pistes 5 à 7 sont extraites du "Friday Rock Show", du 19 mars 1983.

Les pistes 8 et 9 sont extraites des sessions "Metallic Storm".